# Thomisus armillatus
Thomisus armillatus es una especie de araña cangrejo del género Thomisus, familia Thomisidae. Fue descrita científicamente por Thorell en 1891.

## Distribución
Esta especie se encuentra en India (islas Nicobar).